# Yoko Tanabe
Yoko Tanabe (n. 28 ianuarie 1966, Tokyo⁠(d), Tōkyō, Japonia) este o sportivă ce a reprezentat Japonia, medaliată olimpică. A participat la 2 ediții ale Jocurilor Olimpice (1992, 1996) în care a câștigat o medalie de argint.